# Benigno (nombre)
Benigno es un nombre propio masculino de origen latino en su variante en español. Deriva del latino benìgnus, que significa "dispuesto al bien" o "que produce el bien". 

## Santoral
- 13 de febrero: San Benigno, mártir en Hungría.
- 13 de febrero: San Benigno de Todi, mártir.

## Variantes
- Femenino: Benigna.

### Variantes en otros idiomas
| Variantes en otras lenguas | Variantes en otras lenguas      |
| -------------------------- | ------------------------------- |
| Español                    | Benigno                         |
| Alemán                     | Benignus                        |
| Catalán                    | Benigne                         |
| Checo                      | Benignus                        |
| Euskera                    | Benin                           |
| Francés                    | Bénigne                         |
| Húngaro                    | Benignusz                       |
| Inglés                     | Benignus                        |
| Italiano                   | Benigno                         |
| Latín                      | Benignus                        |
| Idioma de Tiñana           | Benigno o Naino[cita requerida] |
| Polaco                     | Benignus                        |
| Bable                      | Benino                          |
| Portugués                  | Benigno                         |